# ブランドレス
ブランドレス（英: Brandless, Inc.）は、アメリカ合衆国カリフォルニア州サンフランシスコに本社を置くECスタートアップ企業である。女性向けWEBサイトを手がけるiVillageの創設者Tina Sharkeyと美容製品を扱うYes To, Incや学校用品を扱うYoobiの創業者Ido Lefflerにより設立。

## 概要
日本の無印良品にヒントを得てブランド名のないプライベートブランドの日用品や食料品をECサイトを通じて販売している。物流や店舗運営や卸に払うマージンを排除することで保存料・甘味料・GMO不使用のオーガニック食品や400以上の有害物質を排除した化粧品といった高品質な製品を3ドルという手頃な価格で提供している。
近年プライベートブランドが有名ブランドよりも品質劣るという消費者の概念が覆されていることやソーシャルメディアの出現によりブランドの参入ハードルが下がっていることによりプライベートブランドが台頭している。バークレイズは「(PBの台頭は)メーカーの価格決定権を大幅に弱めている」と分析している。
創業者Tina Sharkeyは同様にプライベートブランドを幅広く取り扱うECサイトAmazon.comとの違いについて「アマゾンは何でも屋だが、われわれは商品を絞って販売している」、高品質の製品を安く提供できる理由として「ブランド税が必要ないため平均40％程度、美容品では370％リーズナブルな価格で提供できる」と語っている。注文するとサンフランシスコとミネアポリスの2つの配送センターから配送され2日以内に到着する。送料は9ドル必要だが72ドル以上で無料となる。年会費36ドル払ってB.More会員になると注文金額48ドル以上で無料となる。

## 廃業
3ドルの低価格で販売するビジネスモデルだけでは採算が取れないため6ドルと9ドルの商品を追加し平均発注額の増加を試みた。しかし2020年2月ビジネスモデルの持続が不可能と判断し廃業を発表した。

## 社会貢献活動
Brandless.comで買い物をすると自動的に食糧支援NPOフィーディング・アメリカへ食事が寄付されアメリカ合衆国内で食糧不安を抱える4,200万人の飢餓問題を支える仕組みとなっている。B.More会員が購入した場合の寄付は2倍に増える。

## 沿革
- 2014年 - Tina SharkeyとIdo Lefflerにより設立
- 2016年12月7日 - シリーズAラウンドでRedpoint、GV、Sherpa Capitalより1,600万ドル調達[11]
- 2017年7月11日 - 公式ECサイトBrandless.com開設。シリーズBラウンドでNew Enterprise Associatesおよび既存投資家より3,500万ドル調達[12]
- 2018年7月31日 - シリーズCラウンドでSoftBankおよび既存投資家より2億4,000万ドル調達[13]
- 2020年2月10日 - 事業閉鎖を発表[14]